# Khoa học và Đời sống (báo)
Khoa học và Đời sống là một ấn phẩm của báo Tri thức & Cuộc sống, là một trong những tờ báo lâu đời nhất ở Việt Nam, hàng đầu về khoa học công nghệ. Báo được thành lập năm 1959, là cơ quan ngôn luận của Liên hiệp các Hội Khoa học và Kỹ thuật Việt Nam. Hơn nửa thế kỷ qua, Báo có đội ngũ cộng tác viên là các chuyên gia khoa học hàng đầu của Việt Nam trên tất cả các lĩnh vực Khoa học& Công nghệ nên thông tin trên báo có độ tin cậy cao. Thông tin nhanh nhạy về tiến bộ khoa học của thế giới và Việt Nam, phổ biến kiến thức khoa học, hướng dẫn kỹ năng sống khoa học, tư vấn về dinh dưỡng, sức khỏe, ứng dụng khoa học công nghệ phục vụ cuộc sống... là đặc thù và cũng là thế mạnh của Khoa học & Đời sống.
Mới đây, báo tiến thêm một bước mới là cải tiến toàn diện các trang mục, tăng lên thành 20 trang, giá không thay đổi, nhằm cung cấp thêm lượng thông tin cho độc giả trên các lĩnh vực Công nghệ thông tin - Viễn thông, Giáo dục và Đời sống gia đình.